# Геотермальная энергетика

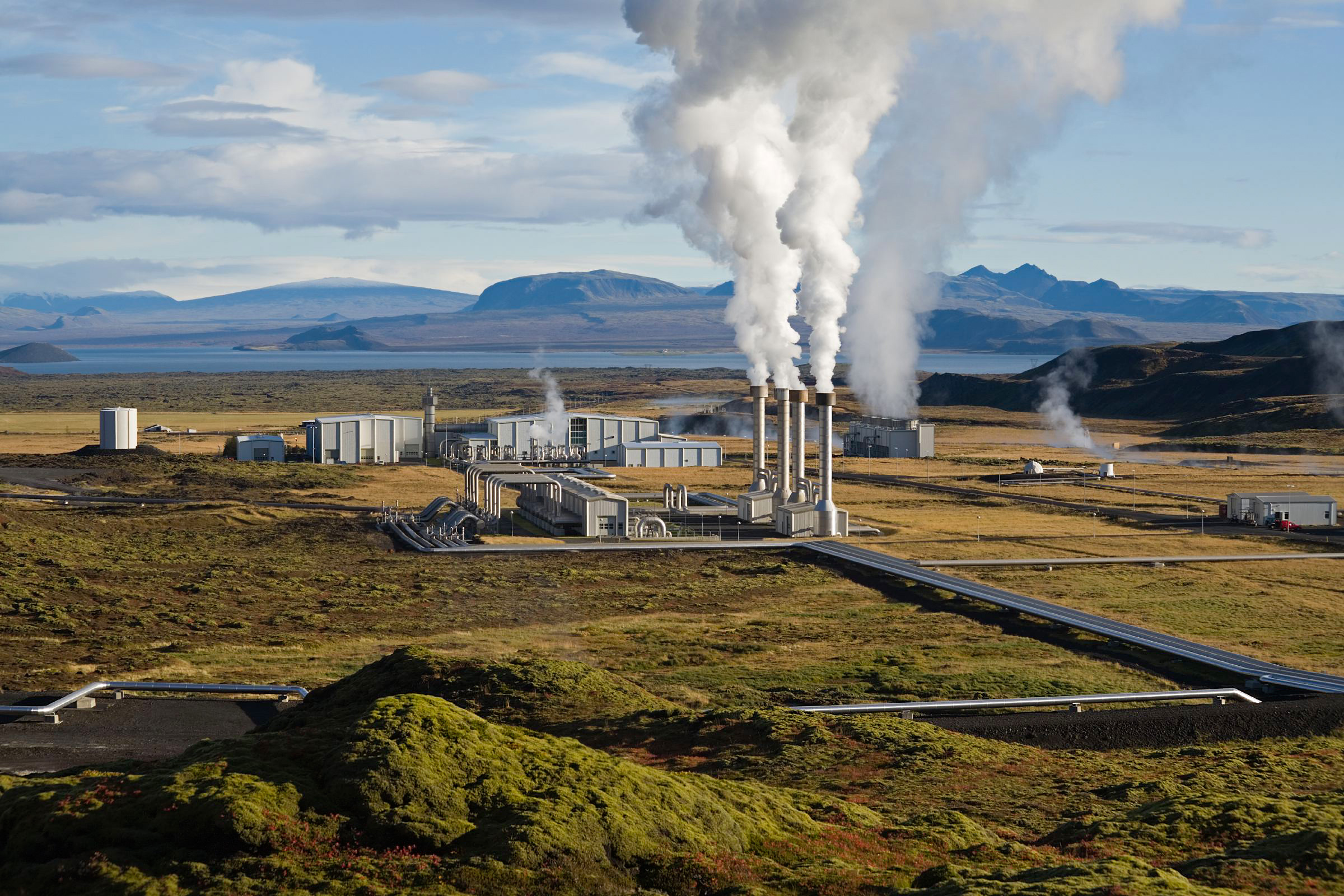
ГеоТЭС Несьяведлир, Исландия

Геотермальная энергетика — направление энергетики, основанное на использовании тепловой энергии недр Земли для производства электрической энергии на геотермальных электростанциях, или непосредственно, для отопления или горячего водоснабжения. Обычно относится к альтернативным источникам энергии, использующим возобновляемые энергетические ресурсы.
Запасы тепла Земли практически неисчерпаемы — при остывании только ядра Земли (не считая мантии и коры) на 1 °C выделится 2*1020 кВт⋅ч энергии, что в 10000 раз больше, чем содержится во всем разведанном ископаемом топливе, и в миллионы раз больше годового энергопотребления человечества. При этом температура ядра превышает 6000 °C, а скорость остывания оценивается в 0,3—0,5 °C за миллион лет.
Тепловой поток, текущий из недр Земли через её поверхность, составляет 47±2 ТВт тепла (400 тыс. ТВт⋅ч в год, что в 17 раз больше всей мировой выработки, и эквивалентно сжиганию 46 млрд тонн угля), а тепловая мощность, вырабатываемая Землёй за счет радиоактивного распада урана, тория и калия-40 оценивается в 33±20 ТВт, то есть до 70 % теплопотерь Земли восполняется. Использование даже 1 % этой мощности эквивалентно нескольким сотням мощных электростанций. Однако, плотность теплового потока при этом составляет менее 0,1 Вт/м2 (в тысячи и десятки тысяч раз меньше плотности солнечного излучения), что затрудняет её использование.
В вулканических районах циркулирующая вода перегревается выше температуры кипения на относительно небольших глубинах и по трещинам поднимается к поверхности, иногда проявляя себя в виде гейзеров. Доступ к подземным тёплым водам возможен при помощи глубинного бурения скважин. Более чем такие паротермы распространены сухие высокотемпературные породы, энергия которых доступна при помощи закачки и последующего отбора из них перегретой воды. Высокие горизонты пород с температурой менее +100 °C распространены и на множестве геологически малоактивных территорий, потому наиболее перспективным считается использование геотерм в качестве источника тепла.
Хозяйственное применение геотермальных источников распространено в Исландии и Новой Зеландии, Италии и Франции, Литве, Мексике, Никарагуа, Коста-Рике, Филиппинах, Индонезии, Китае, Японии, Кении и Таджикистане.
Геотермальная энергетика подразделяется на два направления: петротермальная энергетика и гидротермальная энергетика. Ниже описана гидротермальная энергетика.

## Классификация
По способу извлечения теплоносителя:
- Традиционные
  - Фонтанные — когда имеет место самоизлив геотермального теплоносителя за счёт давления в недрах земли.
  - Насосные — используются, когда давление недостаточно для фонтанирования.
- Геоциркуляционные — охлаждённый геотермальный теплоноситель закачивается обратно под землю.

По типу используемых ресурсов:
- Гидротермальные — использующие теплоту геотермальных вод естественного происхождения.
- Петротермальные — использующие теплоту сухих горных пород.

## Ресурсы
Перспективными источниками перегретых вод обладают множественные вулканические зоны планеты в том числе Камчатка, Курильские, Японские и Филиппинские острова, обширные территории Кордильер и Анд.
Россия

На 2006 год в России разведано 56 месторождений термальных вод с дебитом, превышающим 300 тысяч м³/сутки. На двадцати месторождениях ведётся промышленная эксплуатация, среди них: Паратунское (Камчатка), Черкесское и Казьминское (Карачаево-Черкесия и Ставропольский край), Кизлярское и Махачкалинское (Дагестан), Мостовское и Вознесенское (Краснодарский край).
Большие запасы подземных термальных вод находятся в Дагестане, Северной Осетии, Чечне, Ингушетии, Кабардино-Балкарии, Закавказье, Ставропольском и Краснодарском краях, на Камчатке и в ряде других районов России.

## Достоинства и недостатки

### Достоинства
Главным достоинством геотермальной энергии является её практическая неиссякаемость и полная независимость от условий окружающей среды, времени суток и года. Коэффициент использования установленной мощности ГеоТЭС может достигать 80 %, что недостижимо для любой другой альтернативной энергетики (кроме ТЭС, работающих на биотопливе).

### Недостатки

#### Экономическая обоснованность скважин
Для того, чтобы преобразовать тепловую энергию в электрическую с помощью какой-нибудь тепловой машины (например, паровой турбины), необходимо, чтобы температура геотермальных вод была достаточно велика, иначе КПД тепловой машины будет слишком низким (например, при температуре воды 40 °C и температуре окружающей среды 20 °C КПД идеальной тепловой машины составит всего 6 %, а КПД реальных машин ещё ниже, кроме того, часть энергии будет потрачена на собственные нужды станции — например, на работу насосов, которые выкачивают теплоноситель из скважины и закачивают отработанный теплоноситель обратно). Для генерации электроэнергии целесообразно использовать геотермальную воду температурой от 150 °C и выше. Даже для отопления и горячего водоснабжения требуется температура не ниже 50 °C. Однако, температура Земли растет с глубиной довольно медленно, обычно геотермический градиент составляет всего 30 °C на 1 км, то есть даже для горячего водоснабжения потребуется скважина глубиной более километра, а для генерации электроэнергии — несколько километров. Бурение таких глубоких скважин обходится дорого, кроме того, на перекачку теплоносителя по ним тоже требуется затратить энергию, поэтому использование геотермальной энергии далеко не везде целесообразно. Практически все крупные ГеоЭС расположены в местах повышенного вулканизма — Камчатка, Исландия, Филиппины, Кения, поля гейзеров в Калифорнии и т.д, где геотермический градиент гораздо выше, а геотермальные воды находятся близко к поверхности.

#### Экология теплоносителя
Одна из проблем, которые возникают при использовании подземных термальных вод, заключается в необходимости возобновляемого цикла поступления (закачки) воды (обычно отработанной) в подземный водоносный горизонт, на что требуется расход энергии. В термальных водах содержится большое количество солей различных токсичных металлов (например, свинца, цинка, кадмия), неметаллов (например, бора, мышьяка) и химических соединений (аммиака, фенолов), что исключает сброс этих вод в природные водные системы, расположенные на поверхности. Высокая минерализация также способствует коррозии трубопроводов и отложению солей. Закачка отработанной воды необходима ещё и для того, чтобы давление в водоносном пласте не упало, что приведет к уменьшению выработки геотермальной станции или её полной неработоспособности.
С другой стороны, геотермальные воды содержат ценные элементы, например литий, и существуют проекты их извлечения.
Наибольший интерес представляют высокотемпературные термальные воды или выходы пара, которые можно использовать для производства электроэнергии и теплоснабжения.

#### Провоцирование землетрясений

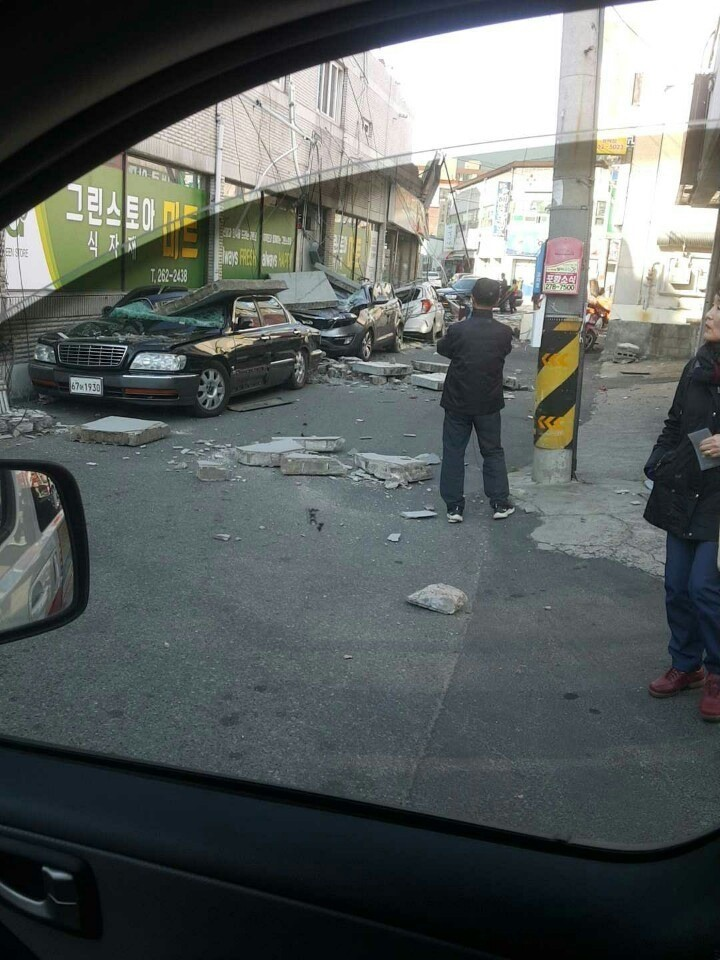
Пхоханское землетрясение 2017 года

Экономическая обоснованность бурения и инфраструктуры скважин заставляет выбирать места с большим геотермическим градиентом. Такие места обычно находятся в сейсмически активных зонах. Кроме того, при постройке ГЦС-станции проводится гидравлическое стимулирование пород, позволяющее за счёт дополнительных трещин увеличить теплообмен теплоносителя с породами. Однако, по результатам исследования пхоханского землетрясения 2017 года, оказалось, что даже регулирования с помощью измерений с дополнительных сейсмографических станций не достаточно для исключения индуцированных землетрясений. Спровоцированное эксплуатацией геотермальной станции, пхоханское землетрясение произошло 15 ноября 2017 года, магнитуда составила 5,4 единицы, пострадали 135 человек и 1700 остались без крова.

## Геотермальная электроэнергетика в мире

Верхняя красная линия — установленная мощность. Нижняя зелёная — выработанная за год энергия.

Установленная мощность-нетто геотермальных электростанций (ГеоТЭС) на конец 2018 года составляет 13155 МВт или 0,2 % от установленной мощности-нетто электростанций мира (здесь и далее мир включает 179 стран) . В сравнении с 1990 годом прирост установленной мощности ГеоТЭС составил 7454 МВт или 56,7 %.В то же время, в структуре установленной мощности электростанций мира доля ГеоТЭС в 2018 году снизилась в сравнении с 1990 годом на 0,1 %. В структуре возобновляемых источников энергии мира на долю ГеоТЭС на конец 2018 года приходится 0,6 %. В 1990 и 2018 годах производство электроэнергии-брутто на ГеоТЭС составило соответственно 36,4 и 87,9 млрд кВт∙ч или 0,4 % и 0,3 % к мировому (179 стран мира) производству электроэнергии-брутто в 1990 и 2018 годах
| Установленная мощность-нетто и производство электроэнергии-брутто геотермальных электростанций по странам |                                   |                                   |                                               |                                               |
| Страна | Установленная мощность-нетто, МВт | Установленная мощность-нетто, МВт | Производство электроэнергии-брутто, млн кВт∙ч | Производство электроэнергии-брутто, млн кВт∙ч |
| Страна | 1990 год                          | 2018 год                          | 1990 год                                      | 2018 год                                      |
| Austria                                                                                                   | --                                | 1                                 | --                                            | --                                            |
| Chile | --                                | 40                                | --                                            | 214                                           |
| Costa Rica                                                                                                | --                                | 207                               | --                                            | 969                                           |
| Croatia                                                                                                   | --                                | 1                                 | --                                            | 2                                             |
| El Salvador                                                                                               | 95                                | 204                               | 419                                           | 1545                                          |
| Ethiopia                                                                                                  | --                                | 7                                 | --                                            | --                                            |
| France | --                                | 16                                | --                                            | 129                                           |
| Germany                                                                                                   | --                                | 36                                | --                                            | 178                                           |
| Greece | 2                                 | --                                | --                                            | --                                            |
| Guatemala                                                                                                 | --                                | 39                                | --                                            | 250                                           |
| Honduras                                                                                                  | --                                | 35                                | --                                            | 297                                           |
| Hungary                                                                                                   | --                                | 3                                 | --                                            | 12                                            |
| Iceland                                                                                                   | 46                                | 756                               | 300                                           | 6010                                          |
| Indonesia                                                                                                 | 140                               | 1981                              | 1125                                          | 12804                                         |
| Italy | 496                               | 767                               | 3222                                          | 6105                                          |
| Japan | 270                               | 474                               | 1741                                          | 2524                                          |
| Kenya | 45                                | 627                               | 336                                           | 5128                                          |
| Mexico | 700                               | 1010                              | 5124                                          | 5283                                          |
| New Zealand                                                                                               | 261                               | 965                               | 2131                                          | 7961                                          |
| Nicaragua                                                                                                 | 70                                | 155                               | 386                                           | 801                                           |
| Papua New Guinea                                                                                          | --                                | 56                                | --                                            | 425                                           |
| Philippines                                                                                               | 888                               | 1944                              | 5466                                          | 10435                                         |
| Portugal                                                                                                  | 1                                 | 29                                | 4                                             | 230                                           |
| Russia | --                                | 74                                | --                                            | 426                                           |
| Taiwan | --                                | --                                | 3                                             | --                                            |
| Thailand                                                                                                  | --                                | --                                | 1                                             | 1                                             |
| Turkey | 18                                | 1283                              | 80                                            | 7431                                          |
| United States                                                                                             | 2669                              | 2444                              | 16012                                         | 18773                                         |
| World (179 countries)                                                                                     | 5701                              | 13154                             | 36350                                         | 87933                                         |

### США
Крупнейшим производителем геотермальной электроэнергии являются США, которые в 2005 году произвели около 16 млрд кВт·ч возобновляемой электроэнергии. В 2009 году суммарные мощности 77 геотермальных электростанций в США составляли 3086 МВт. До 2013 года планируется строительство более 4400 МВт.[обновить данные]
Наиболее мощная и известная группа геотермальных электростанций находится на границе округов Сонома и Лейк в 116 км к северу от Сан-Франциско. Она носит название «Гейзерс»(«Geysers») и состоит из 22 геотермальных электростанций с общей установленной мощностью 1517 МВт. «На „Гейзерс“ сейчас приходится одна четвёртая часть всей произведенной в Калифорнии альтернативной [не гидро-] энергии». К другим основным промышленным зонам относятся: северная часть Солёного моря в центральной Калифорнии (570 МВт установленной мощности) и геотермальные электростанции в Неваде, чья установленная мощность достигает 235 МВт.
Американские компании являются мировыми лидерами в этом секторе, несмотря на то, что геотермальная энергетика начала активно развиваться в стране сравнительно недавно. По данным Министерства Торговли, геотермальная энергия является одним из немногих возобновляемых источников энергии, чей экспорт из США больше, чем импорт. Кроме того, экспортируются также и технологии. 60 % компаний-членов Geothermal Energy Association в настоящее время стремятся делать бизнес не только на территории США, но и за её пределами (в Турции, Кении, Никарагуа, Новой Зеландии, Индонезии, Японии и прочее).
Геотермальная электроэнергетика, как один из альтернативных источников энергии в стране, имеет особую правительственную поддержку.

### Филиппины
На 2003 год 1930 МВт электрической мощности установлено на Филиппинских островах, в Филиппинах парогидротермы обеспечивают производство около 27 % всей электроэнергии в стране.

### Мексика
Страна на 2003 год находилась на третьем месте по выработке геотермальной энергии в мире, с установленной мощностью электростанций в 953 МВт. На важнейшей геотермальной зоне Серро Прието расположились станции общей мощностью в 750 МВт.

### Италия
В Италии на 2003 год действовали энергоустановки общей мощностью в 790 МВт.

### Исландия
Начавшийся в октябре 1973 года топливно-энергетический кризис привёл к росту мировых цен на нефть и нефтепродукты и повысил заинтересованность в зависимой от импорта энергоносителей Исландии в развитии геотермальной энергетики. Помимо использования горячих вод подземных источников для отопления столицы началось расширение использования геотермальных вод для отопления теплиц.
В 2000 году был начат Исландский проект глубокого бурения (IDDP), целью которого является разработка технологий по использованию энергии гидротермальных флюидов, находящихся в сверхкритическом состоянии.
В Исландии действуют пять теплофикационных геотермальных электростанций общей электрической мощностью 570 МВт (2008), которые производят 25 % всей электроэнергии в стране.
Одна из таких станций снабжает столицу Рейкьявик. Станция использует подземную воду, а излишки воды сливают в гигантский бассейн.

### Кения
В Кении на 2005 год действовали три геотермальные электростанции общей электрической мощностью в 160 МВт, существуют планы по росту мощностей до 576 МВт.
На сегодняшний день в Кении находится самая мощная ГеоЭС в мире, Олкария IV.

### Россия
Впервые в мире неводяные пары как тепловой носитель применены на Паратунской ГеоТЭС в 1967 году.
Сегодня на Камчатке 40 % потребляемой энергии вырабатывается на геотермальных источниках.

По данным института вулканологии Дальневосточного Отделения РАН, геотермальные ресурсы Камчатки оцениваются в 5000 МВт. Российский потенциал реализован только в размере немногим более 80 МВт установленной мощности (2009) и около 450 млн. кВт·ч годовой выработки (2009):
- Мутновское месторождение:
  - Верхне-Мутновская ГеоЭС установленной мощностью 12 МВт·э (2011) и выработкой 69,5 млн кВт·ч/год (2010) (81,4 в 2004),
  - Мутновская ГеоЭС установленной мощностью 50 МВт·э (2011) и выработкой 360,5 млн кВт·ч/год (2010) (на 2006 год ведётся строительство, увеличивающее мощность до 80 МВт·э и выработку до 577 млн кВт·ч)
- Паужетское месторождение возле вулканов Кошелева и Камбального — Паужетская ГеоТЭС мощностью 14,5 МВт·э (2011) и выработкой 43,1 млн кВт·ч (на 2010 год проводится реконструкция с увеличением мощности до 18 МВт·э).
- Месторождение на острове Итуруп (Курилы): Океанская ГеоТЭС установленной мощностью 2,5 МВт·э (2009). Существует проект мощностью 34,5 МВт и годовой выработкой 107 млн кВт·ч.
- Кунаширское месторождение (Курилы): Менделеевская ГеоТЭС мощностью 3,6 МВт·э (2009).

В Ставропольском крае на Каясулинском месторождении начато и приостановлено строительство дорогостоящей опытной Ставропольской ГеоТЭС мощностью 3 МВт.
В Краснодарском крае эксплуатируется 12 геотермальных месторождений.
В Дагестане геотермальные воды используются для отопления и горячего водоснабжения. Три крупнейших геотермальных месторождения — Махачкала-Тернаирское, Кизлярское и Избербашское — в сумме дают 4,4 млн тонн горячей (55-105 °С) воды в год, или 148 млн кВт•ч тепловой энергии. 70 % населения города Кизляр обеспечивается отоплением и горячим водоснабжением за счет геотермальных источников. Тариф на геотермальное тепло на разных месторождениях составляет от 195 до 680 рублей за 1000 кВт*ч.

### Япония
В Японии насчитывается 20 геотермальных электростанций, однако геотермальная энергетика играет незначительную роль в энергетическом секторе страны: в 2013 году этим методом производилось 2596 ГВт*ч электроэнергии, что составляет около 0,25 % от общего объёма электроснабжения страны

## Классификация геотермальных вод[24]

### По температуре
| Слаботермальные  | до +40 °C         |
| Термальные       | от +40 до +60 °C  |
| Высокотермальные | от +60 до +100 °C |
| Перегретые       | более +100 °C     |

### По минерализации (сухой остаток)
| ультрапресные     | до 0,1 г/л     |
| пресные           | 0,1—1,0 г/л    |
| слабосолоноватые  | 1,0—3,0 г/л    |
| сильносолоноватые | 3,0—10,0 г/л   |
| солёные           | 10,0—35,0 г/л  |
| рассольные        | более 35,0 г/л |

### По общей жёсткости
| очень мягкие  | до 1,2 мг-экв/л     |
| мягкие        | 1,2—2,8 мг-экв/л    |
| средние       | 2,8—5,7 мг-экв/л    |
| жёсткие       | 5,7—11,7 мг-экв/л   |
| очень жёсткие | более 11,7 мг-экв/л |

### По кислотности, рН
| сильнокислые  | до 3,5    |
| кислые        | 3,5—5,5   |
| слабокислые   | 5,5—6,8   |
| нейтральные   | 6,8—7,2   |
| слабощелочные | 7,2—8,5   |
| щелочные      | более 8,5 |

### По газовому составу
| сероводородные           |
| сероводородно-углекислые |
| углекислые               |
| азотно-углекислые        |
| метановые                |
| азотно-метановые         |
| азотные                  |

### По газонасыщенности
| слабая  | до 100 мг/л     |
| средняя | 100—1000 мг/л   |
| высокая | более 1000 мг/л |

## Петротермальная энергетика
Данный тип энергетики связан с глубинными температурами Земли, которые с определённого уровня начинают подниматься. Средняя скорость её повышения с глубиной — около 2,5 °С на каждые 100 м. На глубине 5 км температура составляет примерно 125 °С, а на 10 км около 250 °С. Добыча тепла производится посредством бурения двух скважин, в одну из которых закачивается вода, которая, нагреваясь, попадает в смежную скважину и выходит в виде пара. Проблема данной энергетики на сегодня — её рентабельность.